# 梅野正信
梅野 正信（うめの まさのぶ、1955年 - ）は、日本の歴史学者・教育学者。博士（学校教育学）。専門は社会科教育・教育史。学習院大学文学部教育学科教授。元鹿児島大学教育学部教授。長崎県出身。

## 経歴
- 1978年 立命館大学文学部史学科卒業
- 1979年 長崎大学教育学部専攻科卒業
- 1979年 活水中学校・高等学校教諭（～1988年）
- 1986年 上越教育大学大学院学校教育研究科修士課程修了
- 1988年 鹿児島大学教育学部講師
- 1990年 鹿児島大学教育学部助教授
- 2002年 鹿児島大学教育学部教授
- 2003年 兵庫教育大学 学校教育学博士。論文は「戦後初期における中学校社会科歴史教科書の成立に関する研究」[1]
- 2008年 上越教育大学大学院学校教育研究科教授
- 2020年 学習院大学文学部教育学科教授

## 著書

### 単著
- 『社会科はどんな子どもを育ててきたか』　（明治図書出版、1993年）
- 『和歌森太郎の戦後史―歴史教育と歴史学の狭間で』　（教育史料出版会、2001年）
- 『いじめ判決文で創る新しい人権学習』　（明治図書出版、2002年）
- 『社会科歴史教科書成立史 占領期を中心に』　（日本図書センター、2004年）
- 『日本映画に学ぶ教育・社会・いのち』　（エイデル研究所、2005年）
- 『裁判判決で学ぶ日本の人権―中学高校授業づくりのための判決書教材資料』　（明石書店、2006年）

### 共著
- 宮台真司・姜尚中・水木しげる・中西新太郎・若桑みどり・石坂啓・沢田竜夫『戦争論妄想論』　（教育史料出版会、1999年）
- 宮台真司・宮崎哲弥・網野善彦・姜尚中・辛淑玉・加納実紀代・藤井誠二・樹村みのり・斎藤貴男・太田昌国・沢田竜夫『リアル国家論』（教育史料出版会、2000年）

### 編著
- 『「西郷・大久保・東郷」論争点を授業する』　（明治図書出版、1991年）安藤保との共編
- 『教師は何からはじめるべきか―自らを問いなおす「いじめ」自殺の授業』　（教育史料出版会、1998年）
- 『実践いじめ授業―主要事件「判決文」を徹底活用』　（エイデル研究所、2001年）采女博文との共編
- 『実践ハンセン病の授業 「判決文」を徹底活用』　（エイデル研究所、2001年）采女博文との共編